# Fomitopsis
Fomitopsis is een geslacht van schimmels behorend tot de familie Fomitopsidaceae.

## Soorten
Volgens Index Fungorum telt het geslacht 43 soorten (peildatum maart 2023):
| Soortnaam                                  | Auteur(s)                             | Publicatiejaar |
| ------------------------------------------ | ------------------------------------- | -------------- |
| Fomitopsis abieticola                      | B.K. Cui, M.L. Han & Shun Liu         | 2021           |
| Fomitopsis anhuiensis                      | X.F. Ren & X.Q. Zhang                 | 1992           |
| Fomitopsis avellanea                       | (Bres.) Ryvarden                      | 1988           |
| Fomitopsis bambusae                        | Y.C. Dai, Meng Zhou & Yuan Yuan       | 2021           |
| Fomitopsis betulina (Berkenzwam)           | (Bull.) B.K. Cui, M.L. Han & Y.C. Dai | 2016           |
| Fomitopsis bondartsevae                    | (Spirin) A.M.S. Soares & Gibertoni    | 2017           |
| Fomitopsis caribensis                      | B.K. Cui & Shun Liu                   | 2019           |
| Fomitopsis castanea                        | Imazeki                               | 1949           |
| Fomitopsis concava                         | (Cooke) G. Cunn.                      | 1950           |
| Fomitopsis deviata                         | Decock & Ryvarden                     | 2021           |
| Fomitopsis epileucina                      | (Pilát) Ryvarden & Gilb.              | 1993           |
| Fomitopsis eucalypticola                   | B.K. Cui & Shun Liu                   | 2019           |
| Fomitopsis euosma                          | Corner                                | 1989           |
| Fomitopsis flabellata                      | A.M.S. Soares & Gibertoni             | 2017           |
| Fomitopsis ginkgonis                       | B.K. Cui & Shun Liu                   | 2019           |
| Fomitopsis hainaniana                      | J.D. Zhao & X.Q. Zhang                | 1991           |
| Fomitopsis hengduanensis                   | B.K. Cui & Shun Liu                   | 2021           |
| Fomitopsis iberica                         | Melo & Ryvarden                       | 1989           |
| Fomitopsis kesiyae                         | B.K. Cui & Shun Liu                   | 2021           |
| Fomitopsis lignea                          | (Berk.) Ryvarden                      | 1972           |
| Fomitopsis maire                           | (G. Cunn.) P.K. Buchanan & Ryvarden   | 1988           |
| Fomitopsis massoniana                      | B.K. Cui, M.L. Han & Shun Liu         | 2021           |
| Fomitopsis minuta                          | Aime & Ryvarden                       | 2007           |
| Fomitopsis mounceae                        | Haight & Nakasone                     | 2019           |
| Fomitopsis ochracea                        | Ryvarden & Stokland                   | 2008           |
| Fomitopsis officinalis (Larikszwam)        | (Vill.) Bondartsev & Singer           | 1941           |
| Fomitopsis pinicola (Roodgerande houtzwam) | (Sw.) P. Karst.                       | 1881           |
| Fomitopsis pseudopetchii                   | (Lloyd) Ryvarden                      | 1972           |
| Fomitopsis quadrans                        | (Berk. & Broome) D.A. Reid            | 1963           |
| Fomitopsis roseoalba                       | A.M.S. Soares, Ryvarden & Gibertoni   | 2017           |
| Fomitopsis rubida                          | (Berk.) A. Roy & A.B. De              | 1996           |
| Fomitopsis rufolaccata                     | (Bose) Dhanda                         | 1981           |
| Fomitopsis sanmingensis                    | J.D. Zhao & X.Q. Zhang                | 1991           |
| Fomitopsis scalaris                        | (Cooke) Ryvarden                      | 1984           |
| Fomitopsis schrenkii                       | Haight & Nakasone                     | 2019           |
| Fomitopsis scortea                         | (Corner) T. Hatt.                     | 2003           |
| Fomitopsis sensitiva                       | (Lloyd) R. Sasaki                     | 1954           |
| Fomitopsis singularis                      | (Corner) T. Hatt.                     | 2003           |
| Fomitopsis subpinicola                     | B.K. Cui, M.L. Han & Shun Liu         | 2021           |
| Fomitopsis subvinosa                       | (Corner) T. Hatt. & Sotome            | 2013           |
| Fomitopsis tianshanensis                   | B.K. Cui & Shun Liu                   | 2021           |
| Fomitopsis widdringtoniae                  | Masuka & Ryvarden                     | 1993           |
| Fomitopsis zuluensis                       | (Wakef.) Ryvarden                     | 1972           |